# Pullip

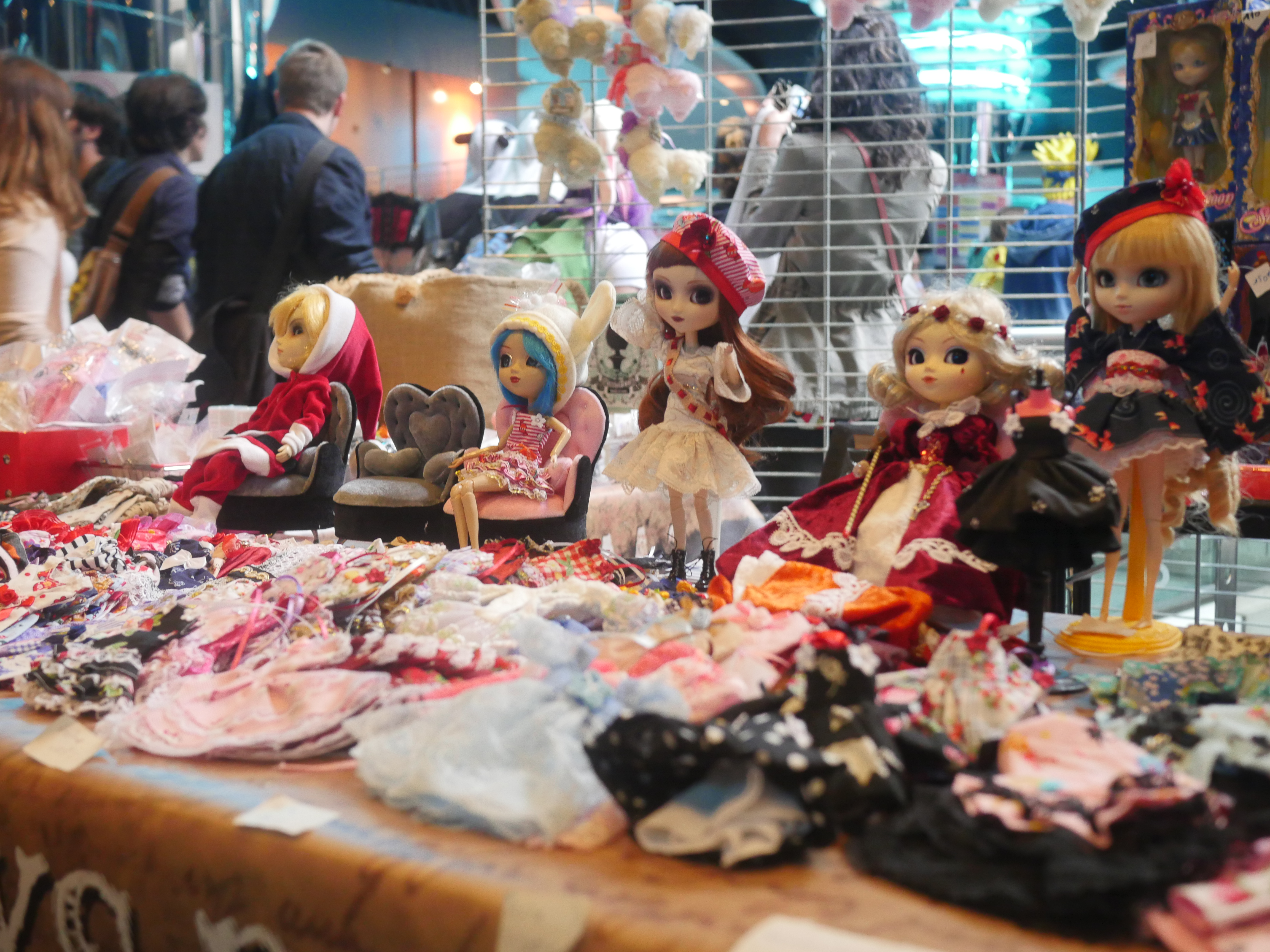
Stand de Pullip à la Mang'Azur 2015

Pullip est une poupée de collection créée en 2003 par le Sud-Coréen Cheonsang Cheonha. C'est le premier modèle d'une gamme de poupées dont le corps articulé, les yeux mobiles, la chevelure ou encore le maquillage peuvent être facilement personnalisés.

## Description

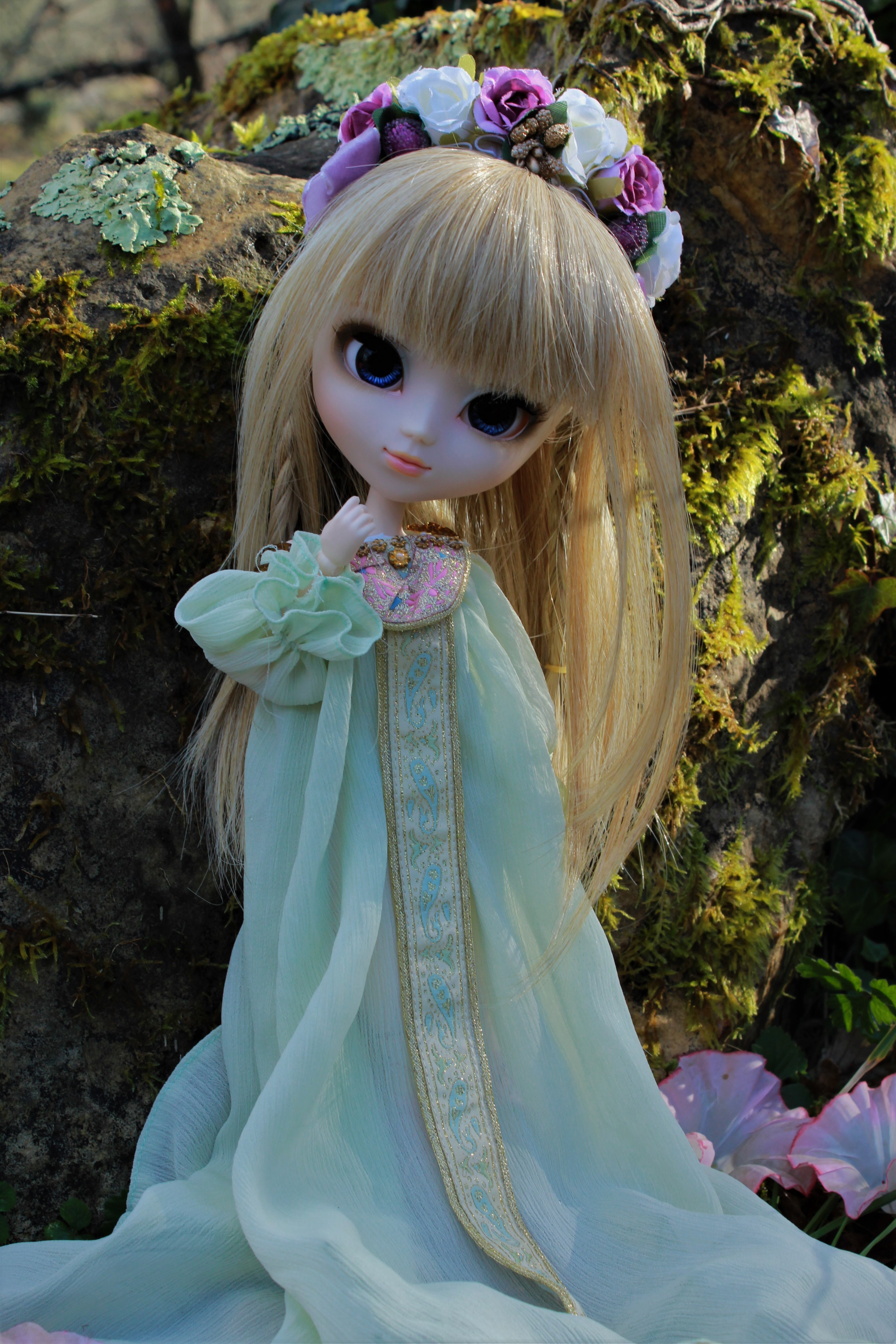
Pullip Kore 2014 customisée d'une wig (perruque) d'eyeships (yeux) d'eyeslashes (cils) et d'un nouveau corps.

Les poupées Pullip possèdent un corps articulé en plastique d'échelle 1:6 et une tête en vinyle d'échelle 1:3. Elles ont des yeux qui peuvent se déplacer d'un côté à l'autre et dont les paupières peuvent se fermer depuis 2007, par le biais de boutons-poussoirs. Pullip a d'abord été commercialisée par Jun Planning. La société a fait faillite début 2009 et a été rachetée par Groove.
Pullip (풀잎) signifie « brin d'herbe / feuilles / jeune » en coréen. Depuis la sortie de cette poupée féminine, d'autres poupées ont été ajoutées : une poupée de sexe masculin Namu (나무, arbre) qui sera remplacé par Taeyang (태양, le soleil) ; Dal (달, lune) : la sœur cadette de Taeyang ; Byul (별, étoiles) la meilleure amie de Dal ; Isul (이슬, rosée) : le frère cadet de Pullip. En février 2013, un nouveau membre de la famille Pullip appelé Yeolume (여 루메, fruits) a été introduit. Elle représente la fille qu'aura Pullip dans l'avenir.

## Apparence
Les poupées Pullip ont un mécanisme de mouvement des yeux unique qui leur permet de les déplacer de gauche à droite et aux paupières de cligner, le tout via des leviers situés à l'arrière de la tête. Les modèles produits après janvier 2008 peuvent cligner des yeux et les garder fermés, par l'intermédiaire de ces leviers.
Les poupées Pullip ont un corps articulé et peuvent être facilement personnalisées. La poupée mesure 32 cm de haut dont environ 27 cm (échelle 1:6) pour le corps et 5 cm (échelle 1:3) pour la tête. Cette taille de corps est approximativement celle de plusieurs poupées mannequin, tels que Barbie et Jenny ; cependant, leur corps est fragile et n'est pas conçu pour des manipulations fréquentes, et c'est pour cela que ce sont des objets de collections et non des jouets, contrairement aux poupées mannequins de type « Barbie ». L'échelle 1:3 de la tête est la même que celle des poupées à articulations sphériques (BJD), de taille dite « SD ».
Pullip et ses compagnons sont souvent personnalisés par les collectionneurs. Une Pullip avec ses accessoires d'origines, neuve est dite « stock ». Les personnalisations les plus courantes consistent en un changement de perruque, d'yeux (dits eyeships), de corps (généralement des corps Obitsu et qui vont jusqu'à 27 cm, et ont différentes tailles de poitrines, c'est-à-dire S, M ou L, qui est la plus grosse). Une Pullip avec ce genre de modification est dite « custom » ou « custo ». On peut également refaire entièrement le maquillage (ou makeup) d'une Pullip, au niveau de son visage. Dans ce cas, on parlera davantage de Pullip « full custom » ou « fullcusto ». De nombreuses autres modifications sont possibles pour rendre la poupée unique (il est par exemple possible de lui rajouter des cils, ou eyeslashes), ou encore de resculpter son corps ou son visage. On parle alors respectivement de "body mod" ou "face mod".

### Modèles sortis
| Sortie         | Modèles | Particularités |
| -------------- | --- | --- |
| Juillet 2003   | Wind Wind Special Edition Street Moon                                                                                  | Aucune. Édition limitée. Aucune. |
| Septembre 2003 | Squall Bouquet | Aucune. |
| Octobre 2003   | Carol | Aucune. |
| Novembre 2003  | Leprotto | Édition limitée à 300 exemplaires. |
| Décembre 2003  | Noir Withered | Aucune. |
| Janvier 2004   | Venus Savon | Aucune. Édition limitée à 300 exemplaires. |
| Février 2004   | Nomado | Aucune. |
| Mars 2004      | Arietta | En duo avec le Namu Vispo. |
| Avril 2004     | Anne Shirley Bianca Enjoy Carol Enjoy Arietta                                                                          | Personnage de Anne...La maison aux pignons verts. Version limitée à 600 exemplaires de la Pullip Noir. Version limitée à 12 exemplaires de la Pullip Carol pour le Doll Carnival. Version limitée à 12 exemplaires de la Pullip Arietta pour le Doll Carnival. |
| Mai 2004       | Nero Happy Birthday 1                                                                                                  | Aucune. Vendu avec le Namu Happy Birthday 1. |
| Juin 2004      | Principessa | En duo avec le Namu Serpent. |
| Juillet 2004   | Fantastic Alice Oren Spring Purezza                                                                                    | Personnage d'Alice aux Pays des Merveilles. Version limitée à 600 exemplaires de la Pullip Nero. Édition limitée à 500 exemplaires. |
| Août 2004      | Panda | Aucune. |
| Septembre 2004 | Fourrure Mitzi | Aucune. Version limitée à 600 exemplaires de la Pullip Moon. |
| Octobre 2004   | Little Red Riding Hood                                                                                                 | En duo avec le Namu Wolf. |
| Novembre 2004  | Sacralita Vivien | Aucune. |
| Décembre 2004  | China China | En duo avec le Namu Kung Fu Fai. |
| Janvier 2005   | Fanatica | Aucune. |
| Février 2005   | Chicca Winter Purezza                                                                                                  | Aucune. Édition limitée à 500 exemplaires. |
| Mars 2005      | Afternoon | Aucune. |
| Avril 2005     | Cosmic Mercu Cosmic Jupi                                                                                               | Aucune. |
| Mai 2005       | Assa Sacagawea | Aucune. Vendu avec le Namu Geronimo, édition limitée à 300 exemplaires. |
| Juin 2005      | Paja | Aucune. |
| Août 2005      | Lan Ake Lan Ai Summer Purezza                                                                                          | Aucune. Aucune. Édition limitée à 500 exemplaires. |
| Septembre 2005 | Rovam | Aucune. |
| Octobre 2005   | Greggia | Aucune. |
| Novembre 2005  | Latte | Aucune. |
| Décembre 2005  | Raphia | En duo avec la Pullip Cornice. |
| Janvier 2006   | Cornice | En duo avec la Pullip Raphia. |
| Février 2006   | Nana Fall Purezza | Personnage de Nana, en duo avec le Taeyang MJ. Édition limitée à 1200 exemplaires. |
| Mars 2006      | Holly | Personnage de Breakfast at Tiffany's. |
| Avril 2006     | Nina | En duo avec le Taeyang Sage. |
| Mai 2006       | Nahh Ato | Aucune. |
| Juin 2006      | Eternia | En duo avec le Taeyang Filato. |
| Juillet 2006   | Craziia | Aucune. |
| Août 2006      | Papin | Aucune. |
| Septembre 2006 | Brand New Purezza | Aucune. |
| Octobre 2006   | Zuora | Aucune. |
| Novembre 2006  | Shinku | Personnage de Rozen Maiden. |
| Décembre 2006  | Chill | Aucune. |
| Janvier 2007   | Haute Los Angeles Suigintou                                                                                            | Édition limitée à 500 exemplaires. Personnage de Rozen Maiden. |
| Février 2007   | Stica | En duo avec le Taeyang Butler. |
| Mars 2007      | Suiseiseki | Personnage de Rozen Maiden. |
| Avril 2007     | Alte | Aucune. |
| Mai 207        | Souseiseki | Personnage de Rozen Maiden. |
| Juin 2007      | Blanche | Aucune. |
| Juillet 2007   | Barasuishou | Personnage de Rozen Maiden. |
| Août 2007      | Aquel | En duo avec la Dal Coral. |
| Septembre 2007 | Uncanricky Another Alice Another Queen Kirakishou                                                                      | Aucune. Série Another Alice, édition limitée à 500 exemplaires. Personnage de Rozen Maiden, édition limitée à 1000 exemplaires. |
| Octobre 2007   | Hello Kitty | Collaboration avec Sanrio. |
| Novembre 2007  | Veritas | En duo avec le Taeyang Tantus. |
| Décembre 2007  | Haute New York Prunella                                                                                                | Édition limitée à 500 exemplaires. Collaboration avec H.Naoto. |
| Janvier 2008   | My Melody | Collaboration avec Sanrio. |
| Février 2008   | Rei Ayanami | Personnage de Neon Genesis Evangelion. |
| Mars 2008      | Asuka Langley Shinku Kun Kun Dorothy                                                                                   | Personnage de Neon Genesis Evangelion. Personnage de Rozen Maiden. Personnage du Magicien d'Oz. |
| Avril 2008     | Ala | Aucune. |
| Mai 2008       | Dita | Aucune. |
| Juillet 2008   | Youtsuzu | Aucune. |
| Août 2008      | Xiao Fan Celsiy | Aucune. |
| Septembre 2008 | Cinciallegra | Aucune. |
| Octobre 2008   | Kirsche | Aucune. |
| Novembre 2008  | Isolde | Collaboration avec H.Naoto, édition limitée à 300 exemplaires pour le Doll Carnival. |
| Décembre 2008  | Marianne Adsiltia | Aucune. Collaboration avec H.Naoto. |
| Janvier 2009   | Neo Noir | Aucune. |
| Février 2009   | Kaela | Aucune. |
| Avril 2009     | Grell | Personnage de Black Butler. |
| Mai 2009       | Clarity | Aucune. |
| Juin 2009      | Neo Angelique | Personnage de Neo Angelique. |
| Juillet 2009   | Mir Lala | Série Fantôme Chinois. Édition limitée à 300 exemplaires pour le Comic Con. |
| Août 2009      | Sfoglia Sola Sala | Collaboration avec Angelic Pretty. Édition limitée à 300 exemplaires pour le Japon. Édition limitée à 300 exemplaires pour l'Asie hors Japon. |
| Septembre 2009 | Princess Ann | Personnage de Vacances romaines. |
| Octobre 2009   | Peter Pan | Collaboration avec Walt Disney Pictures. |
| Novembre 2009  | Naomi | Série Visual Kei. |
| Décembre 2009  | Aya | Série Hime Gyara. |
| Janvier 2010   | Elisabeth | Série Vampire. |
| Février 2010   | Chelsea | Collaboration avec Hellcat Punks. |
| Mars 2010      | Sabrina | Personnage de Sabrina. |
| Avril 2010     | Shan-Ria | Aucune. |
| Mai 2010       | Saras | Aucune. |
| Juin 2010      | Eos | Série Steampunk Project. |
| Juillet 2010   | Tiphona | Collaboration avec Innocent World. |
| Août 2010      | Melissa Bonita | Aucune. Série Complete Style Book. |
| Septembre 2010 | Ddalgi | Aucune. |
| Octobre 2010   | Lunatic Queen | Série Lunatic Alice. |
| Novembre 2010  | Amarri | Aucune. |
| Décembre 2010  | Chloi Clara Akoya | En duo, édition limitée à 600 exemplaires pour le Doll Carnival. Série Ninja. |
| Janvier 2011   | Ludmila | Aucune. |
| Février 2011   | Jaldet | Aucune. |
| Mars 2011      | Prupate | Collaboration avec Angelic Pretty. |
| Avril 2011     | Miku Hatsune | Personnage de Vocaloid. |
| Mai 2011       | Henri | Collaboration avec Dollte Porte. |
| Juin 2011      | Yuki Movie Version Yuki Poster Version Snow Miku Hatsune Date Masamune                                                 | Aucune. Version limitée à 300 exemplaires de Yuki Movie Version. Personnage de Vocaloid, édition limitée à 1000 exemplaires pour le 62ème Festival Commémoratif de la Neige de Sapporo. Personnage de Sengoku Basara. |
| Juillet 2011   | Romantic Alice Batgirl SDCC Catwoman SDCC Batgirl Wonder Festival Catwoman Wonder Festival                             | Série Romantic Alice. Édition limitée à 400 exemplaires pour le Comic-Con. Édition limitée à 400 exemplaires pour le Comic-Con. Édition limitée à 400 exemplaires pour le Wonder Festival. Édition limitée à 400 exemplaires pour le Wonder Festival. |
| Août 2011      | Bloody Red Hood Bloody Red Hood Lolii Version                                                                          | Série Le Petit Chaperon Rouge. Version limitée de Bloody Red Hood à 70 exemplaires. |
| Septembre 2011 | Luka Megurine Banshee Romantic Alice Pink                                                                              | Personnage de Vocaloid. Série Halloween, en duo avec l'Isul Sith, édition limitée à 500 exemplaires. Série Romantic Alice. |
| Octobre 2011   | Yomi Barbara | Série Barbara. |
| Novembre 2011  | Tomoe Mami Homura Akemi Miku Hatsune L.O.L Version                                                                     | Personnages de Puella Magi Madoka Magicka. Personnage de Vocaloid, édition limitée pour le Doll Carnival. |
| Décembre 2011  | Nella | Collaboration avec Alice and the Pirates - Baby the Stars Shine Bright, en duo avec l'Isul Johan. |
| Janvier 2012   | Yona | Série Multinic. |
| Février 2012   | Seila | Série Creator's. |
| Mars 2012      | Victorique de Blois Fantastic Alice Fanatica Si'Anna Oui'Vera                                                          | Personnage du manga Gosick, en duo avec l'Isul Kazuya Kujo. Série Regeneration Series, réédition de la Pullip Fantastic Alice. Série Regeneration Series, réédition de la Pullip Fanatica. Série Top Modèle, en duo avec la Pullip Oui'Vera. Série Top Modèle, en duo avec la Pullip Si'Anna. |
| Avril 2012     | Moon Anne Shirley Alice du Jardin                                                                                      | Série Regeneration Series, réédition de la Pullip Moon. Série Regeneration Series, réédition de la Pullip Anne Shirley. Série Alice du Jardin. |
| Mai 2012       | Meiko Kiyomi Beary Fairy Noir                                                                                          | Personnage de Vocaloid. Collaboration avec Beary Fairy. Série Regeneration Series, réédition de la Pullip Noir. |
| Juin 2012      | Pulliphine XI Paja | Série Mariage, en duo avec le Taeyang Taeyangfold VI. Série Regeneration Series, réédition de la Pullip Paja. |
| Juillet 2012   | Kiyomi Kiddyland Merl Wonder Woman                                                                                     | Édition limitée. Série L'Île aux Murmures, en duo avec l'Isul Lir. Série DC Comics, édition limitée à 500 exemplaires pour le Comic-Con. |
| Août 2012      | Galene Principessa | Série Créateur. Série Regeneration Series, réédition de la Pullip Principessa. |
| Septembre 2012 | Froggy Yuri Alice du Jardin Mint Version Helter Skelter Ririko                                                         | Édition limitée à 400 exemplaires pour Pullip Style. Aucune. Série Alice du Jardin. Personnage de Helter Skelter, édition limitée. |
| Octobre 2012   | Snow White Harley Quinn                                                                                                | Série Blanche-Neige. Série DC Comics, édition limitée à 400 exemplaires pour le Comic-Con. |
| Novembre 2012  | Fraulein Midnight Velvet                                                                                               | Collaboration avec Innocent World, en duo avec la Dal Kleine. Série Blanche-Neige. |
| Décembre 2012  | Nella Retro Memory Aurora Nanette Pere Noel Rche Princess Sapphire Luna Ddalgi My Select Paja My Select Merl My Select | Collaboration avec Alice and the Pirates - Baby the Stars Shine Bright. Série Steampunk Saison 2 - Projet Eclipse. Édition limitée pour le Doll Carnival. Série Le Lac des Cygnes, édition limitée pour le Doll Carnival. Édition limitée pour le Doll Carnival. Personnage de Ribbon no Kishi, édition limitée pour le Doll Carnival. Collaboration avec Tokidoki, édition limitée pour le Doll Carnival. Série My Select, vendue sans vêtements. |
| Janvier 2013   | Karen Françoise Arnoul                                                                                                 | Série Gothic Lolita Bible, collaboration avec Juliette et Justine. Personnage de 009 Re:Cyborg. |
| Février 2013   | Princess Rosalind | Collaboration avec Hime. |
| Mars 2013      | Merl Nostalgia Version Classical White Rabbit                                                                          | Série L'Île aux Murmures, en duo avec l'Isul Lir Nostalgia Version. Série Classical Alice. |
| Avril 2013     | Milk Latte Girl With a Pearl Earing                                                                                    | En duo avec l'Isul Milk Tea. Représente la tableau La Jeune Fille à la Perle. |
| Mai 2013       | Marie Antoinette Oscar François Classical Alice Version                                                                | Personnage de La Rose de Versailles. Personnage de La Rose de Versailles. Série Classical Alice. |
| Juin 2013      | Hortense Violette Wilhelmina                                                                                           | Série Sound Horizon, en duo avec la Pullip Violette,édition limitée. Série Sound Horiezon, en duo avec la Pullip Hortense,édition limitée. Série Le Manoir des Immortels. |
| Juillet 2013   | Dhalia Cinderella Supergirl                                                                                            | Série Cendrillon. Série DC Comics, édition limitée pour le Comic-Con. |
| Août 2013      | Ally Io | En duo avec la Yeolume Blackberry, édition limitée pour Groove pour les 10 ans de Pullip. Série Dreaming Bird of Myth, en duo avec la Dal Loa. |
| Septembre 2013 | Eloise Myra Melissa My Select                                                                                          | Série Journee d'école. Série Burlesque, édition limitée à 300 exemplaires. Série My Select, vendue sans vêtements. |
| Octobre 2013   | Akemi Kühn | Série Creator's Label, désignée par Sheryl Designs. Série Creator's Label, édition limitée pour Groove. |
| Novembre 2013  | Hino Hannah | Série Hitomaterial, collaboration avec le gagnant du concours We love Pullip de Shibuya PARCO. Collaboration avec SunaUna, édition limitée à 500 exemplaires. |
| Décembre 2013  | Dhalia Cinderella Princess Classical Queen Canele Varele                                                               | Série Cendrillon. Série Classical Alice. Série Jumelle, en duo avec la Pullip Varele, édition limitée pour le Doll Carnival. Série Jumelle, en duo avec la Pullip Canele, édition limitée pour le Doll Carnival. |
| Janvier 2014   | La Robe Vert Clair Favorite Ribbon LunaRosa                                                                            | Collaboration avec Baby, the Stars Shine Bright et Midori Fukasawa. Collaboration avec Baby, the Stars Shine Bright et Aoki Misako. Collaboration avec Tokidoki. |
| Février 2014   | Dilettante Sakura Miku                                                                                                 | Aucune. Personnage de Vocaloid. |
| Mars 2014      | Keikujaku/Sparrow Shinku Vanessa                                                                                       | Collaboration avec le gagnant d'un concours visant à créer la 8ème poupée Rozen Maiden. Personnage de Rozen Maiden. Aucune. |
| Avril 2014     | Aira Kore Violetta | Série Burlesque, édition limitée à 500 exemplaires. Aucune. Collaboration avec Tokidoki et Hello Kitty, il existe une version limitée pour Groove. |
| Mai 2014       | Suigintou | Personnage de Rozen Maiden. |
| Juillet 2014   | Kirakishou Sailor Moon Super Stella                                                                                    | Personnage de Rozen Maiden. Personnage de Sailor Moon, il existe une version premium limitée pour Bandai. Série Tokidoki Superheroes, collaboration avec Tokidoki, édition limitée à 250 exemplaires pour le Comic-Con. |
| Août 2014      | Classical Alice Sepia Version Meg                                                                                      | Série Classical Alice. Aucune. |
| Septembre 2014 | Hina Ichigo Scarlet Sailor Mercury                                                                                     | Personnage de Rozen Maiden. Aucune. Personnage de Sailor Moon, il existe une version premium limitée pour Bandai. |
| Octobre 2014   | Carmilla Sailor Venus                                                                                                  | Série Vampire. Personnage de Sailor Moon, il existe une version premium limitée pour Bandai. |
| Novembre 2014  | Princess Serenity Nana-chan                                                                                            | Personnage de Sailor Moon, il existe une version premium limitée pour Bandai. Collaboration avec Seto Yuuma. |
| Décembre 2014  | Sailor Mars | Personnage de Sailor Moon, il existe une version premium limitée pour Bandai. |
| Janvier 2015   | Sailor Jupiter | Personnage de Sailor Moon, il existe une version premium limitée pour Bandai. |
| Février 2015   | Laura | En duo avec la Pullip Alura. |
| Mars 2015      | Suiseiseki Souseiseki                                                                                                  | Personnage de Rozen Maiden. |
| Avril 2015     | Kanaria | Personnage de Rozen Maiden. |
| Juin 2015      | Sailor Uranus Alice in Steampunk World                                                                                 | Personnage de Sailor Moon, il existe une version premium limitée pour Bandai. Série Alice in Steampunk World. |
| Juillet 2015   | Sailor Neptune Mad Hatter in Steampunk World                                                                           | Personnage de Sailor Moon, il existe une version premium limitée pour Bandai. Série Alice in Steampunk World. |
| Août 2015      | Luna Human Version | Personnage de Sailor Moon, il existe une version premium limitée pour Bandai. |
| Septembre 2015 | Sailor Pluto | Personnage de Sailor Moon, il existe une version premium limitée pour Bandai. |
| Octobre 2015   | Eve Sweet Alura La Robe Vert Bleu Royal Version Favorite Ribbon Chocolate Version                                      | Collaboration avec Innocent Flowers, en duo avec la Dal Cherry Sweet. En duo avec la Pullip Laura. Collaboration avec Baby, the Stars Shine Bright et Midori Fukasawa. Collaboration avec Baby, the Stars Shine Bright et Aoki Misako. |
| Novembre 2015  | Sailor V Naoko | Personnage de Sailor Moon. Collaboration avec Sheryl Designs, en duo avec le Taeyang Koichi. |
| Décembre 2015  | Black Lady | Personnage de Sailor Moon, il existe une version premium limitée pour Bandai. |
| Janvier 2016   | My Melody x Hen Nako The Fox                                                                                           | Collaboration avec Mitsubachi@BabyBee et Sanrio. Série Le Petit Prince, collaboration avec Alice and the Pirates, édition limitée, en vente exclusive au Japon. |
| Février 2016   | The Rose | Série Le Petit Prince, collaboration avec Alice and the Pirates, édition limitée, en vente exclusive au Japon. |
| Mars 2016      | Star Fighter Kiyomi Mint Ice Cream Version                                                                             | Personnage de Sailor Moon, il existe une version premium limitée pour Bandai. Série Premium, recoloration de la Pullip Kiyomi Beary Fairy. |
| Avril 2016     | Star Maker Gretel | Personnage de Sailor Moon, il existe une version premium limitée pour Bandai. Série Hansel et Gretel, en duo avec l'Isul Hansel. |
| Mai 2016       | Star Healer Callie Cassie                                                                                              | Personnage de Sailor Moon, il existe une version premium limitée pour Bandai. Collaboration avec HappyDolly et MementoDoll, en duo avec la Pullip Cassie. Collaboration avec HappyDolly et MementoDoll, en duo avec la Pullip Callie. |
| Juin 2016      | Romantic Alice Monochrome Version VeryBerryPOP Veritas Deep Crimson Version                                            | Série Premium, recoloration de la Pullip Romantic Alice. Aucune. Série Premium, recoloration de la Pullip Veritas. |
| Juillet 2016   | Harley Quinn Dress Version Wonder Woman Dress Version Super Sailor Moon                                                | Série DC Comics. Série DC Comics. Personnage de Sailor Moon, il existe une version premium limitée pour Bandai. |
| Août 2016      | Queen Serenity Ha-ha Amelia Merl My Select / Antique Skull                                                             | Personnage de Sailor Moon, il existe une version premium limitée pour Bandai. En duo avec la Dal Ho-ho. Édition limitée à 400 exemplaires pour PullipStyle. Édition limitée à 500 exemplaires dont 300 exemplaires pour JolieDoll. |
| Septembre 2016 | Mistress 9 Marie Bonnie Veritas Limited Edition                                                                        | Personnage de Sailor Moon, il existe une version premium limitée pour Bandai. Collaboration avec Angelic Pretty. Série Burlesque. Édition limitée à 50 exemplaires. |
| Octobre 2016   | Cheshire Cat in Steampunk World Taffy Lupinus                                                                          | Série Alice in Steampunk World. Aucune. Collaboration avec SILVER BUTTERFLY, en duo avec la Dal Quince. |
| Décembre 2016  | Katrina | Aucune. |
| Février 2017   | Optical Alice | Série Optical Alice. |
| Avril 2017     | Cinderella | Personnage de Cendrillon, collaboration avec Walt Disney Pictures. |
| Mai 2017       | Marie Antoinette Oscar François                                                                                        | Réédition de la Pullip Marie Antoinette, personnage de La Rose de Versailles. Réédition de la Pullip Oscar François, personnage de La Rose de Versailles. |
| Septembre 2017 | Eternal Sailor Moon | Personnage de Sailor Moon, il existe une version premium limitée pour Bandai. |
| Octobre 2017   | Belle | Personnage de La Belle et la Bête, collaboration avec Walt Disney Pictures, en duo avec le Taeyang Beast. |
| Novembre 2017  | Shion/Murasakioto Kagezakura                                                                                           | Collaboration avec Gouk. |
| Décembre 2017  | Anthy Himemiya Utena Tenjo                                                                                             | Personnages de Utena, la fillette Révolutionnaire. |
| Janvier 2018   | Monochrome Alice | Édition limitée à 50 exemplaires. |
| Février 2018   | Nanette Erica Version                                                                                                  | Aucune. |
| Mars 2018      | Sunflower Cinnamoroll 15th Anniversary Version                                                                         | Collaboration avec Junichi Nakahara. Collaboration avec Sanrio. |
| Mai 2018       | Eileen | Aucune. |
| Juin 2018      | Usagi Tsukino Wedding Version Etoile                                                                                   | Personnage de Sailor Moon, il existe une version premium limitée pour Bandai, en duo avec le Taeyang Mamoru Chiba Wedding Version. 15ème anniversaire de Pullip. |
| Août 2018      | Kayano | |
| Septembre 2018 | Arianna Princess Kakyuu                                                                                                | Personnage de Sailor Moon, il existe une version premium limitée pour Bandai. |
| Novembre 2018  | Les Secrets by Ladurée                                                                                                 | Collaboration avec Ladurée. |
| Décembre 2018  | The Secret Garden of the White Witch Alrescha Pisces                                                                   | Série Creator's Label. Série Zodiaque. |
| Janvier 2019   | Kumiho Miku Hatsune Yokohama Doll Museum Exclusive                                                                     | Aucune. Personnage de Vocaloid, limitée à 250 exemplaires réservée au musée Yokohama Doll Museum. |
| Février 2019   | Optical Queen | Série Optical Alice. |
| Mars 2019      | Bouquetin | |
| Avril 2019     | Yuhwa | |
| Mai 2019       | Funassyi | Collaboration avec Funassyi. |
| Juin 2019      | Etoile Rosette Version                                                                                                 | 15ème anniversaire de Pullip. |
| Juillet 2019   | Jeanne Cosmody | |
| Août 2019      | Margrethe | |
| Octobre 2019   | PIMMAM Momori | |
| Novembre 2019  | Hello Kitty 45th anniversary                                                                                           | Collaboration avec Sanrio. |
| Décembre 2019  | Etoile Undomiel version                                                                                                | 15ème anniversaire de Pullip. |
| Janvier 2020   | Claudia Uesaka Sumire                                                                                                  | Collaboration avec Uesaka Sumire. |
| Février 2020   | Noan | Collaboration avec TRAVAS TOKYO. |
| Mars 2020      | Veverka | |
| Avril 2020     | Eirene Asuna | En duo avec la Dal Pixie. Collaboration avec Sword Art Online. |
| Mai 2020       | Zappa Patoricia | Collaboration avec Angelic Pretty. |
| Juin 2020      | Kuromi 15th anniversary                                                                                                | Collaboration avec Sanrio. |
| Juillet 2020   | Sowrene Purely Sherbet                                                                                                 | |
| Août 2020      | My Melody Pink version Eclata                                                                                          | Collaboration avec Sanrio. |
| Septembre 2020 | Keres | |
| Novembre 2020  | Fluffy CC | |
| Janvier 2021   | Ribbon-chan | Collaboration avec Heihei. |
| Février 2021   | Merori | Collaboration avec TRAVAS TOKYO. |
| Mars 2021      | Minervah | |
| Avril 2021     | Evangeline | |
| Mai 2021       | Sakura Hinamoto (Card Captor Sakura) Vesta                                                                             | Collaboration avec Card Captor Sakura. |
| Juin 2021      | Lollipop Hello Kitty Cinnamoroll Stardust Version                                                                      | Collaboration avec Sanrio. |
| Juillet 2021   | The secret garden of Rose Witch Noalura                                                                                | Collaboration avec Abilletage. |
| Août 2021      | Rozliotta | Collaboration avec H.Naoto. |
| Septembre 2021 | Doki Doki Seila Nocturne                                                                                               | Collaboration avec 6%DOKIDOKI. Nouvelle version de la Pullip Seila. |
| Octobre 2021   | Akemi Acid Candy NieR                                                                                                  | Collaboration avec Sheryl Designs. Collaboration avec NieR. |
| Novembre 2021  | MongInyss My Melody Lilac Version                                                                                      | Collaboration avec Miho Matsuda. Collaboration avec Sanrio. |
| Décembre 2021  | Cheer Bear Version Sumikkogurashi Little Twins Stars Lala                                                              | Collaboration avec Bisounours. Collaboration avec Sanrio, en duo avec l'Isul Little Twins Stars Kiki. |
| Mars 2022      | Emo Nanachan Calico Version                                                                                            | En collaboration avec ACDC Rag. Nouvelle version de la Pullip Nanachan. |
| Avril 2022     | Chupa Chups Hatsune Miku Senbonzakura Version Merori Tear Version                                                      | Collaboration avec Chupa Chups. Collaboration avec Vocaloid. Nouvelle version de la Pullip Merori. |
| Mai 2022       | Sugar Sugar Rune Chocola Meilleure                                                                                     | Collaboration avec Chocola et Vanilla. |
| Juin 2022      | Cho-ran | Collaboration avec Ozz On Japan. |
| Juillet 2022   | Fu-Tillet | Collaboration avec Triple*fortune. |
| Août 2022      | Ange Mistica Daisy | Collaboration avec Baby, The Stars Shine Bright. Collaboration avec Nakahara Junichi. |
| Septembre 2022 | MaO | Collaboration avec MINT NeKO. |
| Octobre 2022   | Mayle | Collaboration avec Rouge Ligne. |
| Novembre 2022  | Comet Möer | Collaboration avec Ha l Za l Ma. Collaboration avec DimMoire. |
| Décembre 2022  | Sumikkogurashi Tapioca Park version Mana Elegant Gothic Lolita Rose Cross JSK                                          | Collaboration avec Sumikko Gurashi. Collaboration avec Moi-même-Moitié. |
| Janvier 2023   | Share Bear Version Chatte Noire                                                                                        | Collaboration avec Bisounours. Collaboration avec Metamorphose. |
| Février 2023   | Yelena | |
| Mars 2023      | Yami Yume no Kakera – Piece of Dream Kuromi                                                                            | Collaboration avec NieR, en duo avec l'Isul Nao. Collaboration avec Kayo Horaguchi. Collaboration avec Sanrio. |
| Avril 2023     | Alice in Innocent World                                                                                                | Collaboration avec Innocent World. |
| Mai 2023       | Tuxedosam Sugar Sugar Rune Vanilla Mieux Moona                                                                         | Collaboration avec Sanrio. Collaboration avec Chocola et Vanilla. Collaboration avec MR. |
| Juin 2023      | Leema Dayan | Collaboration avec Wachfield. |
| Juillet 2023   | Peko Lovely Milk Version                                                                                               | Collaboration avec Milky. |
| Août 2023      | Pipy Filia Emma Rilakkuma                                                                                              | Collaboration avec Nile Perch. Collaboration avec Osare Company, 20 ans de Pullip. Collaboration avec Rilakkuma. |
| Septembre 2023 | Edelstein Classical Doll Victorian Maiden Rojeune                                                                      | Collaboration avec Sheglit. Collaboration avec Victorian Maiden. Collaboration avec Fi.n.t. |
| Décembre 2023  | Eila | |

## Compagnons des Pullip

### Namu
Namu était le premier homologue masculin de Pullip, et il a été présenté comme étant son petit ami. Il mesure 34 cm de hauteur et à une tête à l'échelle 1/3, ainsi qu'un corps articulé. Tout comme les poupées Pullip, il peut déplacer ses yeux d'un côté à l'autre grâce à des manettes placées derrière sa tête et ses paupières peuvent cligner. Il peut être personnalisé et les vêtements des poupées Namu peuvent être échangés avec de nombreuses poupées à l'échelle 1/6 (comme la poupée Ken).
Il y a sept versions de Namu sorties entre 2004 et 2005. La première, appelée "Vispo", avait les cheveux enracinés. Toutes les versions ultérieures avaient les cheveux collés, donc amovibles. Jun Planning arrête sa production en 2005. Le dernier modèle fut "Happy Birthday Namu #2" (appelé aussi "Geronimo"), qui était vendu en duo avec la poupée Pullip Sacagawea. En 2006 une nouvelle poupée masculine appelée Taeyang remplace Namu.

#### Modèles sortis
| Mois          | Modèles          | Particularités                                                     |
| ------------- | ---------------- | ------------------------------------------------------------------ |
| Février 2004  | Vispo            | En duo avec la Pullip Arietta.                                     |
| Mars 2004     | Trunk            | Aucune.                                                            |
| Mai 2004      | Happy Birthday 1 | Vendu avec la Pullip Happy Birthday 1.                             |
| Juin 2004     | Serpent          | En duo avec la Pullip Principessa.                                 |
| Octobre 2004  | Wolf             | En duo avec la Pullip Little Red Riding Hood.                      |
| Décembre 2004 | Kung Fu Fai      | En duo avec la Pullip China China.                                 |
| Mai 2005      | Geronimo         | Vendu avec la Pullip Sacagawea, édition limitée à 300 exemplaires. |

### Taeyang
Taeyang a été introduit en février 2006 en tant que nouveau petit ami de Pullip, en remplacement de Namu. La première poupée Taeyang fut nommée "Taeyang MJ". Le corps de Taeyang est le même que son prédécesseur, mais son visage et sa tête sont sculptés différemment. Taeyang a les yeux qui se déplacent de gauche à droite et les paupières qui clignent, grâce à des leviers situés à l'arrière de la tête. À partir de août 2007, les paupières des poupées Taeyang peuvent rester fermées. Ils peuvent être personnalisés et mesurent 36 cm. Il peut échanger ses vêtements avec de nombreuses poupées masculines à l'échelle 1/6 (comme la poupée Ken).
Depuis 2006, Jun Planning a publié six à sept versions de Taeyang chaque année, sur une base bimensuelle. Certaines de ces poupées ressemblent à des personnages célèbres et populaires : par exemple, Taeyang Edward Scissorhands a été créé à partir du personnage éponyme de Tim Burton, Taeyang Shade ressemble étrangement à Sherlock Holmes, Taeyang Another King a été inspiré du Roi de Cœurs de l'histoire d'Alice au pays des Merveilles.

#### Modèles sortis
| Mois           | Modèles                                                              | Particularités |
| -------------- | -------------------------------------------------------------------- | --- |
| Mars 2006      | MJ                                                                   | Personnage de Nana, en duo avec la Pullip Rida.                                                                                               |
| Avril 2006     | Sage                                                                 | En duo avec la Pullip Nina. |
| Juin 2006      | Filato                                                               | En duo avec la Pullip Eternia. |
| Août 2006      | Timulus                                                              | Aucune. |
| Octobre 2006   | Shade                                                                | Aucune. |
| Décembre 2006  | Cavalie                                                              | Aucune. |
| Février 2007   | Missionary                                                           | Aucune. |
| Avril 2007     | Lead                                                                 | Aucune. |
| Juin 2007      | Butler                                                               | En duo avec la Pullip Stica. |
| Août 2007      | Ash                                                                  | A l'effigie d'un chanteur japonaise. |
| Septembre 2007 | Another King                                                         | Série Another Alice. |
| Octobre 2007   | Edward aux mains d'argent                                            | Collaboration avec Tim Burton. |
| Décembre 2007  | Maguna                                                               | Aucune. |
| Février 2008   | Horizon Scrarecrow                                                   | Collaboration avec H.Naoto. Personnage du Magicien d'Oz.                                                                                      |
| Mars 2008      | Tinman Cowardly Lion                                                 | Personnages du Magicien d'Oz. |
| Mai 2008       | Tantus                                                               | En duo avec la Pullip Veritas. |
| Juin 2009      | Seiran                                                               | Aucune. |
| Septembre 2008 | Jade                                                                 | Aucune. |
| Octobre 2008   | Sol                                                                  | Aucune. |
| Novembre 2008  | Alberic                                                              | Aucune. |
| Janvier 2009   | Arion                                                                | Collaboration avec H.Naoto - Sixh. |
| Février 2009   | Andrew                                                               | Aucune. |
| Avril 2009     | Sebastian                                                            | Personnage de Black Butler. |
| Juin 2009      | Rayne                                                                | Personnage de Neo Angelique. |
| Septembre 2009 | Sebastian Private Teacher                                            | Personnage de Black Butler. |
| Octobre 2009   | Captain Hook                                                         | Collaboration avec Walt Disney Pictures. |
| Novembre 2009  | Richt                                                                | Série Visual Kei. |
| Janvier 2010   | Nosferatu                                                            | Série Vampire. |
| Février 2010   | Kain                                                                 | Collaboration avec Hellcat Punks. |
| Mai 2010       | Wati                                                                 | Aucune. |
| Août 2010      | Gyro                                                                 | Série Steampunk Project. |
| Septembre 2010 | Wayne                                                                | Aucune. |
| Octobre 2010   | Lunatic Rabbit                                                       | Série Lunatic Alice. |
| Décembre 2010  | Arashi                                                               | Série Ninja. |
| Février 2011   | Raiki                                                                | Aucune. |
| Avril 2011     | Demon Kogure Xenon Ishikawa Luke Takamura Raiden Yuzawa Jail O'Hashi | Collaboration avec Seikima-II, éditions limitées à 50 exemplaires.                                                                            |
| Mai 2011       | Alfred                                                               | Collaboration avec Dollte Porte. |
| Juin 2011      | Chousokabe Motoshika                                                 | Personnage de Sengoku Basara. |
| Juillet 2011   | Romantic Mad Hatter                                                  | Série Romantic Alice. |
| Septembre 2011 | Kaito                                                                | Personnage de Vocaloid. |
| Octobre 2011   | Ama                                                                  | Série Barbara. |
| Décembre 2011  | Blackjack Blackjack Variant                                          | Personnage de Blackjack, version Variant limitée à 80 exemplaires.                                                                            |
| Janvier 2012   | Hide Rocket Drive Version                                            | Collaboration avec Hide. |
| Février 2012   | Hide Natsume Willy Wonka                                             | Désigné par un créateur. Collaboration avec Tim Burton.                                                                                       |
| Mai 2012       | Hide Doubt Version                                                   | Collaboration avec Hide, il existe une version limitée à 500 exemplaires.                                                                     |
| Juin 2012      | Taeyangfold VI                                                       | En duo avec la Pullip Pulliphine XI. |
| Juillet 2012   | Batman                                                               | Édition limitée à 500 exemplaires pour le Comic-Con.                                                                                          |
| Octobre 2012   | Mad Hatter du Jardin                                                 | Série Alice du Jardin. |
| Décembre 2012  | Hide Psyence Pluto                                                   | Collaboration avec Hide, édition limitée à 500 exemplaires. Série Steampunk Saison 2 - Projet Eclipse.                                        |
| Février 2013   | Gackt Twilight Destiny                                               | Collaboration avec Gackt. Série Blanche-Neige.                                                                                                |
| Mai 2013       | Andre Grandier                                                       | Personnage de La Rose de Versailles. |
| Juin 2013      | Hitsugi Ni-ya Ruka Sakito                                            | Collaboration avec Nightmare. |
| Août 2013      | Kouga Saezima Suzumura Rei Valco                                     | Personnage de Garo. Personnage de Garo. Série le Manoir des Immortels.                                                                        |
| Septembre 2013 | Ethan                                                                | Série Journée d'école. |
| Décembre 2013  | Prince Ramiro                                                        | Série Cendrillon. |
| Janvier 2014   | Akira x Destinée de la Rose                                          | Collaboration avec Baby the Stars Shine Bright.                                                                                               |
| Novembre 2014  | Mi-chan Gothic mode version Mi-chan                                  | Collaboration avec Seto Yuuma, Mi-chan est limité à 300 exemplaires.                                                                          |
| Février 2015   | Sebastian Black Version                                              | Personnage de Black Butler. |
| Mars 2015      | Tuxedo Mask                                                          | Personnage de Sailor Moon. |
| Novembre 2015  | Koichi                                                               | Collaboration avec Sheryl Designs. |
| Décembre 2015  | Undertaker                                                           | Personnage de Black Butler. |
| Février 2016   | Grell Sutcliff                                                       | Personnage de Black Butler. |
| Mars 2016      | Dodo in Steampunk World                                              | Série Alice in Steampunk World. |
| Octobre 2016   | Albireo                                                              | Série Le Lac des Cygnes. |
| Décembre 2016  | ReonHARDT                                                            | En duo avec la Pullip Katrina. |
| Mai 2017       | André Grandier                                                       | Réédition du Taeyang André Grandier, personnage de La Rose de Versailles.                                                                     |
| Octobre 2017   | Beast Higekiri                                                       | Collaboration avec Walt Disney Pictures, personnage de La Belle et la Bête, en duo avec la Pullip Belle. Personnage de Touken Ranbu - ONLINE. |
| Juin 2018      | Mamoru Chiba Wedding Version                                         | Personnage de Sailor Moon, il existe une version premium limitée pour Bandai, en duo avec la Pullip Usagi Tsukino Wedding Version.            |
| Juillet 2018   | The Joker                                                            | Série DC Comics. |
| Novembre 2018  | Hide ~20th Memorial Version~                                         | Hommage au chanteur Hide. |

### Dal
Dal a été introduite en octobre 2006 avec les trois premières versions ; DRta, Fiori et Monomono, mises en vente en même temps. Dal est présentée comme la petite sœur de 13 ans de Taeyang, et considère Pullip comme sa rivale en matière de mode et de style. Comme Pullip est approximativement de la taille de poupée comme Barbie et Jenny, Dal a la taille similaire aux poupées "petite sœur" comme Licca et Skipper. Elle mesure 26,3 cm et, quand elle est à côté d'une poupée Pullip, elle lui arrive aux épaules.
Le corps de Dal est articulé comme ceux des poupées Pullip. Ses yeux peuvent bouger de gauche à droite mais ne peuvent pas se fermer. Elle peut aussi être personnalisée. Jun Planning a annoncé début 2008 qu'une nouvelle Dal sortira tous les mois. Depuis, le fabricant a parfois sauté quelques mois entre les versions.

#### Modèles sortis
| Mois           | Modèles                                     | Particularités                                                                                                |
| -------------- | ------------------------------------------- | --- |
| Octobre 2006   | DRta Fiori Monomono                         | |
| Décembre 2006  | Hina Ichigo                                 | Collaboration avec Rozen Maiden.                                                                              |
| Février 2007   | Rot-Chan                                    | |
| Mars 2007      | Sooni                                       | |
| Mai 2007       | Frara                                       | |
| Juillet 2007   | Kanaria                                     | Collaboration avec Rozen Maiden.                                                                              |
| Août 2007      | Another Clock Rabbit Another Soldier Rabbit | Série Another Alice, édition limitée à 500 exemplaires.                                                       |
| Septembre 2007 | Coral                                       | En duo avec la Pullip Aquel.                                                                                  |
| Novembre 2007  | Jolie Jouet                                 | En duo avec la Dal Jouet. En duo avec la Dal Jolie, édition limitée à 300 exemplaires pour le Doll Carnival.  |
| Janvier 2008   | Hangry                                      | Collaboration avec H.Naoto.                                                                                   |
| Mars 2008      | Cinnamoroll                                 | Collaboration avec Sanrio.                                                                                    |
| Avril 2008     | Colline                                     | |
| Mai 2008       | Tweety                                      | Collaboration avec Warner Brothers.                                                                           |
| Juin 2008      | Coco                                        | |
| Juillet 2008   | Hanaayame                                   | |
| Août 2008      | Magical Pink Chan                           | |
| Septembre 2008 | Tezca Lipoca                                | |
| Novembre 2008  | Charlotte                                   | |
| Décembre 2008  | Milch                                       | |
| Janvier 2009   | Melize                                      | |
| Février 2009   | Angry                                       | Collaboration avec H.Naoto.                                                                                   |
| Avril 2009     | Ciel                                        | Collaboration avec Black Butler.                                                                              |
| Mai 2009       | Lizbel                                      | |
| Juin 2009      | Erenfried                                   | Collaboration avec Neo Angelique.                                                                             |
| Juillet 2009   | Puki                                        | |
| Août 2009      | Maretti                                     | Collaboration avec Angelic Pretty.                                                                            |
| Septembre 2009 | Ciel Robin                                  | Collaboration avec Black Butler.                                                                              |
| Octobre 2009   | Tinkerbell                                  | Collaboration avec Walt Disney Pictures.                                                                      |
| Novembre 2009  | Edge                                        | Série Visual Kei.                                                                                             |
| Décembre 2009  | Chanti Sakura                               | Collaboration avec Angelic Pretty, édition limitée à 300 exemplaires pour le Doll Carnival. Série Hime Gyara. |
| Janvier 2010   | Ende                                        | Série Vampire.                                                                                                |
| Février 2010   | Phoebe                                      | Collaboration avec Hellcat Punks.                                                                             |
| Mars 2010      | Pinocchio                                   | Collaboration avec Walt Disney Pictures.                                                                      |
| Avril 2010     | Tina                                        | Série Fantôme Chinois.                                                                                        |
| Mai 2010       | Satti                                       | |
| Juin 2010      | Lucia                                       | |
| Juillet 2010   | Clair                                       | Collaboration avec Innocent World.                                                                            |
| Août 2010      | Kanta                                       | |
| Octobre 2010   | Lunatic Alice                               | Série Lunatic Alice.                                                                                          |
| Novembre 2010  | Chibi Risa                                  | Collaboration avec Risa Hirako.                                                                               |
| Décembre 2010  | Sweet Risa Katoya                           | Collaboration avec Risa Hirako, édition limitée pour le Doll Carnival. Série Ninja.                           |
| Janvier 2011   | Darony                                      | |
| Février 2011   | Ra Muw                                      | Série Steampunk Project.                                                                                      |
| Mars 2011      | Joujou                                      | Collaboration avec Angelic Pretty.                                                                            |
| Avril 2011     | Rin Kagamine Len Kagamine                   | Collaboration avec Vocaloid.                                                                                  |
| Mai 2011       | Charlemagne                                 | Collaboration avec Dollte Porte.                                                                              |
| Juin 2011      | Yukimura                                    | Personnage de Sengoku Basara.                                                                                 |
| Août 2011      | Hello Little Girl                           | Désignée par un créateur.                                                                                     |
| Septembre 2011 | Gloomy Bear                                 | Collaboration avec Gloomy Bear.                                                                               |
| Octobre 2011   | Romantic Rabbit                             | Série Romantic Alice.                                                                                         |
| Novembre 2011  | Madoka Kaname                               | Personnage de Puella Magi Madoka Magicka.                                                                     |
| Janvier 2012   | Dalcomi                                     | Collaboration avec Beary Fairy.                                                                               |
| Mars 2012      | DeLorean                                    | Série Multinic.                                                                                               |
| Avril 2012     | Galla                                       | Aucune. |
| Mai 2012       | Heart Macaroon                              | Collaboration avec Angelic Pretty.                                                                            |
| Juillet 2012   | Chenille du Jardin                          | Série Alice du Jardin.                                                                                        |
| Août 2012      | Cinnamorroll 10th Anniversary               | Collaboration avec Sanrio, réédition de la Dal Cinnamoroll, commémore les 10 ans de Cinnamoroll.              |
| Octobre 2012   | Jouet 6th Anniversary Sentimental Noon      | Réédition de la Dal Jouet, commémore les 6 ans de Dal. Série Blanche-Neige.                                   |
| Novembre 2012  | Kleine                                      | Collaboration avec Innocent World.                                                                            |
| Janvier 2013   | Princess Pinky                              | Collaboration avec Hime.                                                                                      |
| Février 2013   | Ange                                        | Aucune. |
| Mars 2013      | Classical Alice                             | Série Classical Alice.                                                                                        |
| Avril 2013     | Natalie                                     | Aucune. |
| Juin 2013      | Lyla                                        | Série Le Manoir des Immortels.                                                                                |
| Juillet 2013   | Icarus                                      | Série Steampunk Saison 2 - Projet Eclipse.                                                                    |
| Août 2013      | Loa Frara My Select                         | Série Dreaming Bird of Myth. Version sans outfit de la Dal Frara.                                             |
| Novembre 2013  | Heiwa                                       | Désignée par Poison Girl.                                                                                     |
| Avril 2014     | Silane                                      | Aucune. |
| Juillet 2014   | Vendettina                                  | Collaboration avec Tokidoki, édition limitée à 250 exemplaires pour le Comic Con.                             |
| Mai 2015       | Sailor Chibi Moon                           | Personnage de Sailor Moon.                                                                                    |
| Octobre 2015   | Sailor Saturn                               | Personnage de Sailor Moon.                                                                                    |
| Janvier 2016   | Princess Small Lady Chibiusa                | Personnage de Sailor Moon.                                                                                    |
| Février 2016   | Alice in Steampunk World                    | Série Alice in Steampunk World.                                                                               |
| Mars 2016      | Cherry Sweet                                | Collaboration avec Innocent World.                                                                            |
| Août 2016      | Ho-ho                                       | En duo avec la Pullip Ha-ha.                                                                                  |
| Octobre 2016   | Deneb                                       | Série Le Lac des Cygnes.                                                                                      |
| Novembre 2016  | Quince                                      | Désignée par SILVER BUTTERFLY.                                                                                |
| Novembre 2016  | Alpin                                       | En duo avec l'Isul Eder.                                                                                      |
| Janvier 2017   | Dana                                        | Série Le Prince Grenouille, en duo avec l'Isul Caros.                                                         |
| Octobre 2018   | Manuel                                      | Aucune. |

### Byul
Byul a été introduite en décembre 2008, avec le premier modèle nommé Eris. Byul à le même corps que Dal mais elles n'ont pas la même tête. Elle est présentée comme ayant 13 ans, est la meilleure amie de Dal et est secrètement amoureuse d'Isul. Byul ne peut pas fermer les yeux et mesure 26, 3 cm. Un nouveau modèle de poupée Byul sort environ tous les deux à cinq mois.

#### Modèles sortis
| Mois           | Modèles               | Particularités                                                                |
| -------------- | --------------------- | ----------------------------------------------------------------------------- |
| Décembre 2008  | Eris                  | Aucune.                                                                       |
| Mai 2009       | Pollon                | Aucune.                                                                       |
| Août 2009      | Cocotte               | Collaboration avec Angelic Pretty.                                            |
| Novembre 2009  | Tiger Lily            | Collaboration avec Walt Disney Pictures.                                      |
| Décembre 2009  | Maya                  | Série Hime Gyara.                                                             |
| Mars 2010      | Dumbo                 | Collaboration avec Walt Disney Pictures.                                      |
| Mai 2010       | Siry                  | Aucune.                                                                       |
| Juin 2010      | Paulia Lilith         | Aucune. Série vampire, édition limitée pour le Comic-Con.                     |
| Juillet 2010   | Hermine               | Collaboration avec Innocent World.                                            |
| Septembre 2010 | Lunatic Humpty Dumpty | Série Lunatic Alice.                                                          |
| Novembre 2010  | Rhiannon              | Série Steampunk Project, édition limitée à 200 exemplaires.                   |
| Janvier 2011   | Matulite              | Aucune.                                                                       |
| Mars 2011      | Sucre                 | Collaboration avec Angelic Pretty.                                            |
| Mai 2011       | Leroy                 | Collaboration avec Dollte Porte.                                              |
| Juin 2011      | Sarutobi Sasuke       | Personnage de Sengoku Basara.                                                 |
| Juillet 2011   | Romantic Queen Pinoko | Série Romantic Alice. Personnage de Blackjack.                                |
| Janvier 2012   | Secomi                | Collaboration avec Beary Fairy.                                               |
| Février 2012   | Paradis               | Désignée par un créateur.                                                     |
| Mars 2012      | Stefie                | Série Multinic.                                                               |
| Juin 2012      | Cheshire Cat Cordelia | Série Alice du Jardin. Aucune.                                                |
| Janvier 2013   | Princess Minty        | Collaboration avec Hime.                                                      |
| Juillet 2013   | Moirai Clorinda       | Série Steampunk Saison 2 - Projet Eclipse, édition limitée. Série Cendrillon. |
| Janvier 2014   | Fata                  | Aucune.                                                                       |

### Isul
Isul est le petit frère de 15 ans de Pullip, et a été introduit en février 2011. Le premier Isul est le Isul Apollo et fait partie de la série Steampunk. Isul peut bouger les yeux et fermer les paupières. Il est présenté comme un collégien de San Francisco qui aime jouer au soccer et il est fan de littérature universitaire. Sur sa personnalité, il est dit être très calme, tendre et serviable. Isul mesure 29,5 cm. Un nouveau modèle d'Isul sort approximativement une fois par mois, mais Groove saute parfois un mois ou deux entre chaque modèle.

#### Modèles sortis
| Mois           | Modèles                            | Particularités                                                                                              |
| -------------- | ---------------------------------- | --- |
| Février 2011   | Apollo                             | Série Steampunk Project, édition limitée à 2500 exemplaires.                                                |
| Mars 2011      | Jimmy X Duke                       | Aucune. |
| Mai 2011       | Vesselle                           | Collaboration avec Dollte Porte.                                                                            |
| Juin 2011      | Mouri Motonari                     | Personnage de Sengoku Basara.                                                                               |
| Août 2011      | Mao                                | Désigné par un créateur.                                                                                    |
| Septembre 2011 | Sith                               | Série Halloween en duo avec la Pullip Banshee, édition limitée.                                             |
| Octobre 2011   | Romantic King                      | Série Romantic Alice.                                                                                       |
| Novembre 2011  | Tete                               | Série Multinic.                                                                                             |
| Décembre 2011  | Johan                              | Collaboration avec Alice and The Pirates - Baby the Star Shine Bright.                                      |
| Mars 2012      | Kazuya Kujo                        | Personnage de Gosick.                                                                                       |
| Avril 2012     | White Rabbit du Jardin             | Série Alice du Jardin.                                                                                      |
| Mai 2012       | Midnight Deja Vu                   | Série Blanche-Neige.                                                                                        |
| Juillet 2012   | Lir                                | Série L'Île aux Murmures, en duo avec la Pullip Merl.                                                       |
| Août 2012      | Hednar                             | Désigné par un créateur.                                                                                    |
| Novembre 2012  | Shiraishi Akira                    | Collaboration avec Alice and The Pirates - Baby the Star Shine Bright.                                      |
| Décembre 2012  | Johan Retro Memory Helios          | Collaboration avec Alice and The Pirates - Baby the Star Shine Bright. Steampunk Saison 2 - Projet Eclipse. |
| Janvier 2013   | NekoNeko MaoMao                    | Désigné par un créateur, édition limitée.                                                                   |
| Février 2013   | Okita Souji                        | Aucune. |
| Mars 2013      | Classical Mad Hatter Lir Nostalgia | Série Classical Alice. Série L'Île aux Murmures, en duo avec la Pullip Merl Nostalgia.                      |
| Avril 2013     | Milk Tea                           | Aucune. |
| Juin 2013      | Light Yomi                         | Aucune. Collaboration avec Nightmare, édition limitée à 500 exemplaires.                                    |
| Juillet 2013   | Fairy Lumiere                      | Série Blanche-Neige.                                                                                        |
| Octobre 2013   | Cedric                             | Série Journée d'école.                                                                                      |
| Décembre 2013  | Glen                               | Désigné par un créateur et Happy Dolly - Memento.                                                           |
| Janvier 2014   | Vermelho                           | Série Manoir des Immortels.                                                                                 |
| Juin 2014      | Gosomi                             | Collaboration avec Beary Fairy.                                                                             |
| Mai 2015       | Ciel Smile Version                 | Personnage de Black Butler.                                                                                 |
| Août 2015      | White Rabbit in Steampunk World    | Série Alice in Steampunk World.                                                                             |
| Décembre 2015  | Le Petit Prince                    | Collaboration avec Alice and The Pirates - Baby the Star Shine Bright.                                      |
| Avril 2016     | Hansel                             | Série Hansel et Gretel, en duo avec la Pullip Gretel.                                                       |
| Novembre 2016  | Eder                               | En duo avec la Dal Alpin.                                                                                   |
| Janvier 2017   | Caros                              | Série Le Prince Grenouille, en duo avec la Dal Dana.                                                        |
| Mai 2017       | Yagen Toshiro                      | Collaboration avec Touken Ranbu Online.                                                                     |
| Avril 2018     | Elios                              | Personnage de Sailor Moon, il existe une version premium limitée pour Bandai.                               |

### Yeolume
Introduite en février 2013, Yeolume est la future fille de Pullip. Yeolume mesure 26 cm, et est entièrement personnalisable. Selon sa biographie sur le site officiel Pullip , Yeolume a 10 ans et est à l'école élémentaire. Sa personnalité est mignonne et douce.
Yeolume a approximativement la taille de Dal et ses yeux peuvent bouger, mais ne peuvent pas se fermer. En revanche, au contraire de Byul et Dal, son corps est totalement différent : il a très peu d'articulations, et il ressemble à ceux des poupées Little Pullip (plus grand que ceux de ces dernières) ou à ceux des poupées Blythe. Les bras et les jambes de Yeolume peuvent se plier et elle peut être posée dans une certaine mesure.

#### Modèles sortis
| Mois         | Modèles    | Particularités                                  |
| ------------ | ---------- | ----------------------------------------------- |
| Février 2013 | Podo       | Aucune.                                         |
| Août 2013    | Blackberry | Série Anniversaire, en duo avec la Pullip Ally. |

### Little Pullip
Les poupées Little Pullip sont une version miniature des poupées Pullip, avec un corps à l'échelle 1/12 et une tête à l'échelle 1/6. Souvent appelée « mini », cette version mesure 11,5 cm. Les Little Pullip manquent d'articulations au niveau des coudes et des genoux, leurs chaussures sont peintes sur elles, et leurs yeux ne peuvent pas bouger. En dépit de leurs faibles articulations et de leur petite taille, elles sont tout de même personnalisables : on peut changer leurs cheveux, corps, yeux et maquillage.
Certains modèles de poupées Little Pullip sont des répliques miniatures de modèles de poupées Pullip et ont le même nom, coiffure, vêtements, maquillage (comme Principessa, Cornice ou Mir) ; les autres sont des modèles uniques (comme Riletto, Aloalo ou Miss Green). La seule poupée Pullip qui a été adaptée à partir d'une poupée Little Pullip est Froggy. Il y a eu des thèmes pour les séries de poupées Little Pullip, qui sont distincts et détachés de ceux des grands modèles, comme les signes astrologiques ou encore les Musiciens de Brême.
Little Pullip a été introduite en janvier 2005 avec la poupée Little Pullip Moon, une réplique miniature de la poupée Pullip du même nom. La production de Little Pullip s'est arrêtée en 2007 puis a repris en 2009 sous le nom de Little Pullip + . La principale différence entre la ligne originale et la seconde ligne est que les poupées Little Pullip + ont une tête articulée qui peut pivoter et s'incliner permettant une plus grande expressivité de la tête par rapport à la ligne originale, qui ne pouvait tourner la tête que d'un côté à l'autre sur un seul axe.
Il y a aussi des poupées Little Taeyang, Little Dal et Little Byul qui font partie de la gamme Little Pullip. La ligne de poupées Docolla (mot-valise constitué des mots « doll » (poupée) et « collaboration », car il s'agit de collaborations avec des éditeurs d'anime pour représenter leurs personnages en poupées), a été publiée comme une extension de la ligne de Little Pullip + à partir de juillet 2011, avec la miniature de la poupée Pullip Grell, issue du manga Black Butler.

#### Modèles sortis
| Mois           | Modèles                  | Particularités                                            |
| -------------- | ------------------------ | --------------------------------------------------------- |
| Janvier 2005   | Moon Leprotto Paja       | Version miniature des Pullip Moon, Leprotto et Paja.      |
| Avril 2005     | Anne Witch               | Version miniature de la Pullip Anne Shirley. Aucune.      |
| Mai 2005       | Noir                     | Version miniature de la Pullip Noir.                      |
| Juin 2005      | Dido                     | Aucune.                                                   |
| Juillet 2005   | Alice Blue Alice Pink    | Série Alice aux Pays des Merveilles.                      |
| Septembre 2005 | Panda Berry              | Version miniature de la Pullip Panda. Aucune.             |
| Novembre 2005  | Carol Rudolph            | Vendues en duo.                                           |
| Décembre 2005  | Fanatica                 | Version miniature de la Pullip Fanatica.                  |
| Janvier 2006   | Riletto                  | Aucune.                                                   |
| Février 2006   | Swan                     | Aucune.                                                   |
| Mars 2006      | Cosmic Mercu Cosmic Jupi | Version miniature des Pullip Cosmic Mercu et Cosmic Jupi. |
| Avril 2006     | Purezza                  | Version miniature de la Pullip Spring Purezza.            |
| Mai 2006       | Lan Ake Lan Ai           | Version miniature des Pullip Lan Ake et Lan Ai.           |
| Juillet 2006   | Froggy                   | Aucune.                                                   |
| Août 2006      | Aloalo Purezza 2         | Aucune.                                                   |
| Octobre 2006   | R Raphia Cornice         | Aucune. Version miniature des Pullip Raphia et Cornice.   |
| Décembre 2006  | Assa Aggonya             | Version miniature de la Pullip Assa. Aucune.              |
| Janvier 2007   | Rida Calfy               | Version miniature de la Pullip Nana. Aucune.              |
| Mars 2007      | Principessa              | Version miniature de la Pullip Principessa.               |
| Octobre 2008   | Blue Alice               | Série Alice aux Pays des Merveilles.                      |
| Novembre 2008  | Cheshire Cat             | Série Alice aux Pays des Merveilles.                      |
| Décembre 2008  | Queen of Hearts          | Série Alice aux Pays des Merveilles.                      |
| Janvier 2009   | March Hare               | Série Alice aux Pays des Merveilles.                      |
| Février 2009   | Dormouse                 | Aucune.                                                   |
| Mars 2009      | Donkey                   | Série Les Musiciens de Brême.                             |
| Mai 2009       | Dog                      | Série Les Musiciens de Brême.                             |
| Juin 2009      | Marine Police Marilyn    | En duo avec la Little Dal City Police Jack.               |
| Juillet 2009   | Bohso                    | En duo avec la Little Dal Neiryo.                         |
| Août 2009      | Ms. Green                | En duo avec la Little Dal Silver.                         |
| Septembre 2009 | Black Diamond            | Série Pierre Précieuse.                                   |
| Octobre 2009   | Moonstone                | Série Pierre Précieuse.                                   |
| Novembre 2009  | Libra                    | Série Zodiac.                                             |
| Décembre 2009  | Aquel                    | Version miniature de la Pullip Aquel.                     |
| Janvier 2010   | Virgo                    | Série Zodiac.                                             |
| Février 2010   | Vivi                     | En duo avec la Little Dal Janice.                         |
| Mars 2010      | Craziia                  | Version miniature de la Pullip Craziia.                   |
| Avril 2010     | Miki                     | En duo avec la Little Dal Iena.                           |
| Mai 2010       | Aquarius                 | Série Zodiac.                                             |
| Juin 2010      | Rovam                    | Version miniature de la Pullip Rovam.                     |
| Juillet 2010   | Phonetika                | En duo avec la Little Dal Meena.                          |
| Août 2010      | Himeyuri                 | En duo avec la Little Dal Nadeshiko.                      |
| Octobre 2010   | Hippopo                  | Aucune.                                                   |
| Novembre 2010  | Noir                     | Réédition de la Little Pullip Noir.                       |
| Décembre 2010  | Princess Rose            | En duo avec la Little Dal Princess Tulip.                 |
| Janvier 2011   | Madam Racoon             | En duo avec la Little Dal Lady Vixy.                      |
| Février 2011   | Seine                    | En duo avec la Little Dal George.                         |
| Mars 2011      | Luce                     | Collaboration avec Angelic Pretty.                        |
| Avril 2011     | Mir                      | Version miniature de la Pullip Mir.                       |
| Mai 2011       | Stica                    | Version miniature de la Pullip Stica.                     |
| Juillet 2011   | Grell                    | Version miniature de la Pullip Grell.                     |
| Août 2011      | Bonita                   | Version miniature de la Pullip Bonita.                    |
| Novembre 2011  | Mukku                    | Collaboration avec Hirake! Ponkikki!                      |
| Décembre 2011  | Kenshin                  | Collaboration avec Rurouni Kenshin.                       |
| Juillet 2012   | Miku Hatsune             | Version miniature de la Pullip Miku Hatsune.              |
| Décembre 2012  | Rche                     | Version miniature de la Pullip Rche.                      |
| Mars 2013      | Princess Rosalind        | Version miniature de la Pullip Princess Rosalind.         |
| Avril 2013     | Nanette                  | Version miniature de la Pullip Nanette.                   |
| Mai 2013       | Romantic Alice           | Version miniature de la Pullip Romantic Alice.            |
| Septembre 2013 | Romantic Alice Pink      | Version miniature de la Pullip Romantic Alice Pink.       |

## Personnalisation
Comme les BJD, les poupées Pullip sont facilement personnalisables. Celles produites avant mars 2004 avaient les cheveux enracinés dans le haut de leurs têtes. À partir de 2004, toutes les poupées Pullip ont été mises en vente avec des perruques amovibles, permettant ainsi que leurs cheveux soient plus facilement remplacés. Le premier modèle à bénéficier de ce changement est la Pullip Arietta.
Les corps des poupées Pullip peuvent être changés par un processus appelé "rebodying". Les corps les plus connus à l'échelle 1/6 sont ceux des marques Obitsu, Volks, et Pure Neemo. Certains collectionneurs préfèrent opter pour un corps venant de figurines d'action ou de poupées mannequin comme Barbie ou Liv.
Toutes les poupées Pullip ont des têtes qui peuvent être ouvertes, grâce aux trois vis à l'arrière de celle-ci. Elles ont également des iris pouvant être détachés depuis l'intérieur de la tête. Les personnalisations peuvent être mineures comme une nouvelle perruque, de nouveaux yeux, ou alors majeures lorsque la poupée est complètement personnalisée (y compris son maquillage). Les personnalisations les plus intensives peuvent comporter un remodelage du visage ou du corps, des piercings, des bijoux de corps (qui peuvent être faits soit avec de la colle sur la surface de la poupée ou avec une petite perceuse pour faire un trou permanent), de la peinture ou encore des tatouages.

## Controverse
La poupée Pullip initialement prévue pour juillet 2005 s'appelait Beressa, « une femme espionne », habillée avec un uniforme noir avec des détails rouges, y compris un brassard rouge et un pistolet. Même si aucune croix gammée n'était visible sur la poupée ou dans les photographies, l'uniforme et le pistolet ressemblaient à ceux des agents allemands de la SS. Jun Planning a annoncé l'annulation de la Pullip Beressa par respect pour le 60e anniversaire de l'Holocauste. La poupée qui a été créée pour la remplacer a été retardée d'un mois ; par conséquent, Jun Planning a choisi de ne pas sortir de poupées en juillet 2005, pour pouvoir en sortir deux en août 2005.